# Shirley Temple, el monstruo sagrado más joven del cine de su época
Shirley Temple, el monstruo sagrado más joven del cine de su tiempo (o Shirley Temple, el monstruo sagrado más joven del cine contemporáneo), también conocida como la Esfinge de Barcelona,  es una obra de arte de 1939 en gouache, pastel y collage sobre cartulina, del pintor surrealista Salvador Dalí. Mide 75 cm x 100 cm. Se encuentra en los Países Bajos, en el Museo Boijmans Van Beuningen, la principal galería de arte de Róterdam.
La pintura representa en primer plano a la estrella infantil Shirley Temple como una esfinge recostada en una playa, con un barco abandonado encallado al fondo. La cabeza de Shirley Temple, tomada de una fotografía de un periódico, está superpuesta al cuerpo de una leona roja con pechos y las garras blancas. Encima de la cabeza hay un murciélago morado. Alrededor de la esfinge hay un cráneo humano y otros huesos blancos, lo que sugiere su última carnicería. En la parte central inferior de la pintura hay una etiqueta trompe-l'œil que dice: "¡Shirley! Por fin en Technicolor".  La pintura ha sido descrita como una sátira sobre la sexualización de las estrellas infantiles por parte de Hollywood. 
La pintura se mostró por primera vez en una exposición celebrada en la Julien Levy Gallery, Nueva York, del 21 de marzo al 18 de abril de 1939 (aunque el catálogo de la exposición no menciona la pintura, un artículo del The New York Times menciona su presencia).  También ha sido expuesta en 1983 en el Palacio Real de Pedralbes de Barcelona, en 1985 en el Palais des Beaux Arts de Charleroi, y nuevamente en Barcelona en 2004, en la galería CaixaForum.  Del 1 de junio al 9 de septiembre de 2007 fue una de las alrededor de 100 obras de Dalí expuestas en la Tate Modern de Londres como parte de la exposición "Dalí y el cine". 